# And One
«And One» — німецький музичний гурт, що працює у таких жанрах, як синті-поп та EBM. Співають німецькою та англійською мовами.
Фронтменом та єдиним незмінним учасником гурту є Стів Нагаві, німець іранського походження.(AND ONE MY BELOVED)

## Історія
Колектив був створений після того, як два меломани — Стів Нагаві і Кріс Руїс — зустрілися в берлінському клубі у 1989 році. Будучи любителями old-school'ного EBM, Стів і Кріс вирішають  слідувати в творчому плані синті-поп гурту Depeche Mode. Їхнє тодішнє обладнання складалося лише з двох систезаторів та драм-машини. У 1990-му виходить дебютний сингл "Metal Hammer", який Джейсон Енкі, журналіст з AllMusic назвав "серйозним клубним хітом" . Напередодні виходу дебютного альбому Anguish — у 1991 році, дует стає тріо — до них приєднується Алекс Ту. У тому ж році вони були відзначені нагородою "Найкращий Новий Артист" у Німеччині .
Молодий колектив починає активно гастролювати по країні і виступати на різних вечірках, тим самим зміцнюючи свою аудиторію. Роком пізніше, Кріс Руїс залишає колектив (він повернеться у 2001-му. Після його відходу колектив продовжує свою діяльність. На лейблі "Machinery Records" виходять альбоми Flop! (1992), Spot (1993) іI.S.T. (1994). У 1996 році у гурту з лейблом закінчується контракт, але продовжувати співпрацювати з ними And One відмовляються і укладають угоду з "Virgin Schallplatten", який видає їхні наступні альбоми Nordhausen (1997), 9.9.99 9 Uhr (1998), Virgin Superstar (2000) та Aggressor (2003).
З роками популярність колективу почала зменшуватись — розвивалася німецька синті-поп сцена, на якій зявлялилося нові молоді зірки — публіка погано знала останні пісні і приходила послухати старі хіти. Ситуацію врятував вихід альбому Bodypop, який став дуже успішним, а на думку деяких критиків, став найкращим альбомом у стилі синті-поп за останні 10 років. Сингл So Klingt Liebe потрапив до національних чартів Німеччини.
Десятий альбом колективу Tanzomat - вийшов 4 березня 2011. 21 січня, ще до виходу альбому був випущений сингл Zerstörer, але в альбом так і не увійшов.
4 червня 2011 Кріс Руїз і Джіо ван Олі оголосили про те, що йдуть з And One і створюють свою нову групу, яку назвали PAKT.  Чотири дні потому, 8 червня 2011, на офіційній сторінці в Facebook Стів Нагаві оголосив про повернення групи з Джоук джеєм і Ріком Жак.
25 травня 2012 побачив світ новий альбом гурту S.T.O.P. і мініальбом Treibwerk.

## Музиканти
Поточний склад
- Стів Нагаві Steve Naghavi — вокаліст
- Джоук Джей Joke Jay — клавішник
- Рік Шьон Rick Schah — клавішник, бек-вокаліст

Колишні учасники
- Алекс Ту Alex Two
- Анелі Бертілссон Annelie Bertilsson
- Кріс Руіз Chris Ruiz
- Джио ван Олі Gio van Oli

## Дискографія
| Рік  | Альбом           |
| ---- | ---------------- |
| 1991 | Anguish          |
| 1992 | Flop!            |
| 1993 | Spot             |
| 1994 | I.S.T.           |
| 1997 | Nordhausen       |
| 1998 | 9.9.99 9 Uhr     |
| 2000 | Virgin Superstar |
| 2003 | Aggressor        |
| 2006 | Bodypop          |
| 2011 | Tanzomat         |
| 2012 | S.T.O.P.         |

## Виноски
1. ↑  And One Biography. Allmusic. Архів оригіналу за 13 липня 2013. Процитовано 21 квітня 2011.
2. ↑  Horst, Dirk (2010). Архівована копія (German) . Norderstedt. ISBN 9783842334229. Архів title=Synthiepop - Die gefühlvolle Kälte оригіналу за 27 червня 2014. Процитовано 21 квітня 2011. {{cite book}}: Пропущено вертикальну риску в: |url= (довідка)Обслуговування CS1: Сторінки з текстом «archived copy» як значення параметру title (посилання)
3. ↑  2 members quit And One and form PAKT - And One free links at SIDE-LINE.COM. Архів оригіналу за 22 липня 2011. Процитовано 19 серпня 2012.